# Турбинное сельское поселение
Турбинное сельское поселение — муниципальное образование в Окуловском муниципальном районе Новгородской области.
Административный центр — деревня Мельница. 

## География
Территория сельского поселения расположена в центре Новгородской области, на западе Окуловского района. Бо́льшая часть территории расположена в северной части Валдайского национального парка.
Граничит:
- на севере с Берёзовикским сельским поселением;
- на западе с Крестецким муниципальным районом;
- на юго-западе с Валдайским муниципальным районом;
- на юге и востоке с Угловским городским поселением;
- на северо-востоке с Окуловским городским поселением.

## История
Турбинное сельское поселение было образовано в соответствии с законом Новгородской области от 11 ноября 2005 года № 559-ОЗ. В состав сельского поселения вошли 23 населённых пункта.

## Население
| 2009 | 2010 | 2011 | 2012 | 2013 | 2014 | 2015 |
| ---- | ---- | ---- | ---- | ---- | ---- | ---- |
| 610  | ↘522 | ↗579 | ↘514 | ↘493 | ↘484 | ↘478 |
| 2016 | 2017 | 2021 |      |      |      |      |
| ↘477 | ↘466 | ↗479 |      |      |      |      |

## Состав сельского поселения
| №  | Населённый пункт | Тип населённого пункта          | Население |
| -- | ---------------- | ------------------------------- | --------- |
| 1  | Авдеево          | деревня                         | ↗47       |
| 2  | Боровно          | деревня                         | ↘17       |
| 3  | Борозды          | деревня                         | →0        |
| 4  | Варгусово        | деревня                         | ↗7        |
| 5  | Горнешно         | деревня                         | ↘35       |
| 6  | Горушка          | деревня                         | ↘0        |
| 7  | Горы             | деревня                         | ↗36       |
| 8  | Жилинцы          | деревня                         | →2        |
| 9  | Загубье          | деревня                         | ↘30       |
| 10 | Котчино          | деревня                         | ↘3        |
| 11 | Кривцово         | деревня                         | →4        |
| 12 | Мельница         | деревня, административный центр | ↗100      |
| 13 | Ореховно-1       | деревня                         | →0        |
| 14 | Ореховно-2       | деревня                         | →0        |
| 15 | Осипово-1        | деревня                         | ↗3        |
| 16 | Осипово-2        | деревня                         | →0        |
| 17 | Перевоз          | деревня                         | →45       |
| 18 | Перекоп          | деревня                         | ↘2        |
| 19 | Перестово        | деревня                         | ↗43       |
| 20 | Почеп            | деревня                         | ↘6        |
| 21 | Пузырёво         | деревня                         | ↗133      |
| 22 | Сковородка       | деревня                         | ↗37       |
| 23 | Тухили           | деревня                         | →21       |

## Общественные организации
- с 1999 года, есть общественная организация «Клуб друзей Валдайского национального парка „Боровно“».